# Hulan Lu
Hulan Lu (chiń. 呼兰路站) – stacja metra w Szanghaju, na linii 1. Zlokalizowana jest pomiędzy stacjami Gongfu Xincun i Tonghe Xincun. Została otwarta 28 grudnia 2004.